# Bisdom Sindhudurg
Het bisdom Sindhudurg (Latijn: Dioecesis Sindhudurgiensis) is een rooms-katholiek bisdom met als zetel Sawantwadi, in het district Sindhudurg, in India. Het bisdom is suffragaan aan het aartsbisdom Goa en Daman. 

## Geschiedenis
Het bisdom werd opgericht op 5 juli 2005, uit delen van het bisdom Poona, en was suffragaan aan het aartsbisdom Bombay. Op 25 november 2006 veranderde het van kerkprovincie en werd suffragaan aan het aartsbisdom Goa en Daman.

## Parochies
Het bisdom had in 2020 een oppervlakte van 21.099 km2 en telde 5.791.485 inwoners waarvan 0,4% rooms-katholiek was.

## Bisschoppen
- Anthony Alwyn Fernandes Barreto (5 juli 2005 - heden)

Goa en Daman (aartsbisdom) · Sindhudurg